# Bob Gibson
Robert Gibson,  apodado Gibby y Hoo Gibson (Omaha, Nebraska, 9 de noviembre de 1935-Ibidem, 2 de octubre de 2020), fue un beisbolista estadounidense que ha sido considerado como uno de los mejores lanzadores de la historia de las Grandes Ligas quien jugó 17 temporadas en las Ligas Mayores de Béisbol para St. Louis Cardinals (1959-1975). Ganó 251 juegos, 3117 ponches y 2.91 de promedio en carreras limpias (ERA) durante su carrera con los «Pájaros Rojos». 
Participó de nueve ediciones del Juego de las Estrellas y fue campeón en dos ocasiones de la Serie Mundial, en las que también tuvo actuaciones destacadísimas, ganando dos premios Cy Young (1968 y 1970) y el de Jugador Más Valioso en la temporada de 1968 en la Liga Nacional. De presencia intimidante en el montículo, tuvo una de las mejores temporadas individuales conocidas en el año 1968. En 1981 fue ingresado al Salón de la Fama del Béisbol en su primer año de elegibilidad. Los Cardinals retiraron su uniforme con el número 45 en septiembre de 1975 y fue ingresado al Salón de la Fama del equipo en 2014.
Nacido en Omaha, Nebraska, Gibson superó una niñez enfermiza a tal grado que estuvo a punto de perder la vida y sobresalió en deportes juveniles, principalmente en baloncesto y en béisbol. Sus habilidades le granjearon una beca para la Universidad Creighton, donde posteriormente ingresó en el Salón de la Fama de dicha institución. Después de jugar brevemente con el equipo de baloncesto de los Harlem Globetrotters, decidió jugar profesionalmente el béisbol con los St. Louis Cardinals. Dedicado a tiempo completo como pitcher inicialista en julio de 1961, inició su experiencia y el incremento de nivel de su éxito, teniendo su primera aparición en el Juego de Estrellas en 1962. Ganó dos de tres juegos que el lanzó en la Serie Mundial de 1964, cuando ganó 20 juegos en una temporada por primera vez en 1965. Pitcheó también tres juegos completos que fueron victorias en la Serie Mundial de 1967.
El pináculo de la carrera de Gibson fue en 1968, cuando registró un promedio de carreras limpias de 1.12 en esa temporada y siguiendo con el récord de más ponches de 17 durante el primer juego de la Serie Mundial. Lanzó un juego sin hit ni carrera en la temporada de 1971, pero también comenzó a experimentar la inflamación de la rodilla en las temporadas siguientes. Tras su retiro como lanzador en 1975 se convirtió en entrenador de pitcheo para su antiguo compañero de equipo Joe Torre. Fue en ese tiempo, un instructor especial para St. Louis Cardinals. Gibson sería más tarde seleccionado para el equipo de Béisbol del Siglo de las Ligas Mayores en 1999. Es autor de sus memorias Pitch by Pitch con Lonnie Wheeler (Flatiron Books, 2015).

## Infancia y juventud
Nacido en Omaha, Nebraska, fue el menor de los siete hijos de Pack y Victoria Gibson (cinco niños y dos niñas). El padre de Gibson murió de tuberculosis pulmonar tres meses antes de su nacimiento, siendo nombrado Pack Robert Gibson en honor a su padre. Aunque reverenciaba la herencia de su padre, a Gibson le desagradaba el nombre de Pack por lo que más más tarde lo cambió por Robert como su primer nombre. Después de una niñez con severos problemas de salud como raquitismo y un severo episodio de asma asociado con neumonía a los tres años, fue un deportista activo pero informal en el baloncesto y en el béisbol. Su hermano Josh Gibson (sin relación con el jugador estrella de las Ligas Negras), 15 años mayor que él, le sería muy influyente en su infancia, siendo un mentor. Gibson jugó en equipos juveniles de baloncesto y de béisbol con su hermano como entrenador, muchos de los cuales eran organizados por la YMCA de su localidad.
Asistió a la Omaha Technical High School, dejando huella durante su participación en los equipos de atletismo, baloncesto y béisbol. Debido a sus problemas de salud, necesitaba el permiso de los médicos para poder competir en los deportes de la secundaria porque tenía un soplo cardíaco el cual tenía un rápido crecimiento. En su último año en la escuela secundaria fue incluido en el Equipo de las Estrellas de Nebraska por un periódico de la ciudad de Lincoln. La Universidad Creighton le otorgó una beca para que jugase baloncesto con los Creighton Bluejays. 
En la universidad, Gibson estudió sociología. Al final de su temporada como junior, registraba un porcentaje de 22 puntos por juego, lo que lo hizo formar parte del Jesuit All-American.
En la primavera de 1957, poco antes de culminar sus estudios, Gibson contrajo matrimonio. Al mismo tiempo recibió ofertas para jugar al baloncesto con los Harlem Globetrotters y al béisbol con los St. Louis Cardinals. Los Cardinals le otorgaron un bono de 3000 dólares para que firmase con ellos, pero Gibson optó por sumarse a los Globetrotters y jugar con ellos durante un año. 

## Carrera en el béisbol

14 de octubre de 1968: Impresión original adquirida al Detroit Free Press Les Poosch, fotógrafo.

Gibson fue asignado al equipo de los Cardinals para el inicio de la temporada 1959, teniendo su debut en las Ligas Mayores el 15 de abril como pitcher relevista. Enviado por los Cardinals a las ligas menores a Omaha, regresaría después a las Ligas Mayores el 30 de julio como pitcher abridor, ganando su primer juego en las Ligas Mayores ese día. La experiencia de Gibson en 1960 fue similar, lanzando nueve episodios para los Cardinals antes de estar mezclando su tiempo entre los Cardinals y Rochester, equipo de liga menor, hasta mediados de junio. Después de tener récord de 3-6 con un porcentaje de carreras limpías de 5.61, Gibson viajó a Venezuela para participar en el béisbol invernal y la conclusión de la temporada de 1960.
El mánager de los Cardinals, Solly Hemus, utilizaba a Gibson entre pitcher abridor y pitcher del bullpen y estando en la rotación de pitcheo abridor en la mitad de la temporada de 1961. En un documental de 2011, Gibson menciona de los prejuicios raciales de Hemus le impidieron para que tuviera un mejor papel siendo mal utilizado, misma situación vivida por su compañero de equipo Curt Flood, otro de los cuales se les dijo que ellos no serían jugadores de Grandes Ligas y que debieran intentar serlo. Hemus fue despedido como mánager de los Cardinals en julio de 1961 por Johnny Keane, quién había sido mánager de Gibson en el equipo Omaha de las Ligas Menores en donde estuvo varios años como mánager. Keane y Gibson compartieron una relación profesional positiva y Keane inmediatamente cambió a Gibson a la rotación de pitcheo abridor en definitiva. Tendría récord de 11-6 al terminar el año y un porcentaje de carreras limpias de 3.24 en toda la temporada.

### 1962-1967
A fines de mayo de la temporada de 1962, pítcheo 22 2/3 inning consecutivos sin recibir anotación y de esta manera fue nominado para su primer Juego de Estrellas de la Liga Nacional. Había jugado adicionalmente en el Juego de Estrellas cada temporada de 1959 a 1962, cuando fue nominado para el segundo Juego de Estrellas de la Liga Nacional en 1962, donde pitcheó dos innings. Después de sufrir la fractura del tobillo al final de la temporada, recibiendo el apodo de «Hoot» (una referencia de una película del oeste Hoot Gibson) y todavía finalizó 1962 con su primera temporada plus de 200 ponchados. La rehabilitación del tobillo fue un proceso lento y por el 19 de mayo de la temporada de 1963 tuvo su único juego ganado. Gibson empezó a confiar en su slider y en dos diferentes pitcheadas rápidas logrando obtener seis victorias consecutivas previa al fin de julio. Gibson y todos los otros lanzadores de la Liga Nacional se beneficiaron con el cambio en la zona de strike que fue ampliada por encima de la hebilla del cinturón. Además de su actuación en el pitcheo, tuvo una producción ofensiva con 20 carreras impulsadas el mejor que otros equipos de pitcheo de la Liga Nacional. Cuando tuvo 18 ganados tuvo una motivación extra de su compañero de equipo Stan Musial que impidió su retiro, pero los Cardinals terminaron a seis juegos detrás del primer lugar.
Fuera de la carrera por el banderín de la temporada 1963, los Cardinals de 1964 desarrollaron una fuerte camaradería que se notó con la disminución en la tensión racial que predominaba en los Estados Unidos en ese momento. Parte de esta atmósfera derivada por la integración racial de los equipos en los entrenamientos de primavera y en el hotel en 1960, Gibson y su compañero Bill White trabajaron para confrontar y detener el uso de los insultos raciales en el equipo. El 23 de agosto, los Cardinals estaban once juegos detrás de Philadelphia Phillies y seguían seis juegos y medio el 21 de septiembre. La combinación de una racha de nueve juegos ganados y una racha perdedora de Philadelphia con lo cual la temporada se definiría en el último juego. Los Cardinals se vieron las caras antes New York Mets y Gibson entró a ese juego como pitcher de relevo en el quinto inning. Conscientes que los Phillies estaban arriba de Cincinnati Reds 4-0 al momento en que entró al juego, Gibson procedió a lanzar cuatro innings de dos hits, mientras sus compañeros anotaban once carreras de apoyo para obtener la victoria.
Se verían las caras contra New York Yankees, en la Serie Mundial de 1964. Gibson fue emparejado con el pitcher inicialista de los Yankees Mel Stottlemyre para tres de los siete juegos de la Serie Mundial, con Gibson perdiendo el juego 2 y ganando el juego 5. En el juego 7, entró a lanzar el 9.º inning, cuando permitió jonrones de Phil Lanz y Clete Boyer poniendo el marcador 7-5 a favor de los Cardinals. Con Ray Sadecki calentando en el bullpen de los Cardinals. Gibson retiró a Bobby Richardson para el out final, dando a los Cardinals su primer Campeonato de la Serie Mundial desde 1946. Solo con dos victorias, impuso un récord para Serie Mundial de ponchar 31 bateadores.
Gibson estuvo en el equipo de las Estrellas en la temporada 1965, y cuando los Cardinals estaban fuera de la carrera por el banderín en agosto, la atención se centró en él para ver si podía ganar 20 juegos por primera vez. Gibson obtuvo su victoria n.º 20 el último día de la temporada, un juego donde el mánager de los Cardinals Schoendienst descansó a muchos de sus jugadores titulares. Gibson todavía prevaleció ante Houston Astros con una pizarra de 5-2. La temporada de 1966 marcó la inauguración del Busch Memorial Stadium para los Cardinals y Gibson fue seleccionado para jugar el Juego de Estrellas en su casa debido al buen año que había tenido.
Los Cardinals tuvieron tres y medio juegos de ventaja para la temporada 1967 en la suspensión por el Juego de Estrellas y Gibson lanzó el séptimo y el octavo inning del juego de Estrellas de 1967. Cuando se enfrentaría a Pittsburgh Pirates el 15 de julio, Roberto Clemente bateó una fuerte línea que golpeó a Gibson en la pierna derecha. Inconscientemente pensó que la pierna estaba fracturada, pero se enfrentó a tres bateadores antes que el peroné derecho se rompiera por encima del tobillo derecho. Gibson regresó el 7 de septiembre, asegurando los Cardinals el banderín de la Liga Nacional el 18 de septiembre, con una ventaja de 10 1/2 sobre San Francisco Giants.
En la Serie Mundial de 1967 contra Boston Red Sox, permitió solo tres carreras y 14 hits en tres partidos completos que fueron victorias (Juegos 1, 4 y 7), empatando más tarde dos marcas de Christy Mathewson en las Serie Mundial de 1905. Solo en 1964 había pitchado un juego completo en la victoria en el juego 7 y contribuyó en la ofensiva del equipo dando un jonrón que puso el juego 3-0 siendo el único pitcher en el montículo para el out final en el juego 7 de la Serie Mundial en varias veces.

### 1968: Temporada brillante y pitcher del año
En la temporada de 1968, conocida como «El año del pitcher», y demostró estar en el primer plano del pitcheo dominante. Su promedio de carreras limpias fue de 1.12 un récord en la época de la pelota viva, con un récord en las ligas mayores de 300 o más innings lanzados. Tuvo el promedio más bajo de carreras limpias desde Dutch Leonard con marca de 0.94, 54 años atrás, en la temporada de 1914. Tuvo trece blanqueadas, tres menos que otro oriundo de Nebraska, Grover Alexander quién en la temporada de 1916 en las Ligas Mayores dejó el récord en 16. Ganó doce juegos iniciados entre junio y julio, lanzando juego completo cada vez (ocho de los cuales fueron blanqueadas) y solo permitió seis carreras en 108 innings lanzados (0.50 en carreras limpias). Pitcheo 47 innings sin permitir anotaciones durante esta racha siendo en ese momento la tercera racha más larga en la historia de las ligas mayores. Ponchó a 91 bateadores y ganó dos premios consecutivos como Jugador del Mes en la Liga Nacional. Finalizó la temporada con 28 juegos completos de los 34 que inició. De los juegos que no completó, fue sustituido por un bateador emergente, no siendo removido del montículo por otro pitcher en la temporada completa.
Ganó el galardón de Jugador Más Valioso de la Liga Nacional hasta que Clayton Kershaw otro pitcher de la Liga Nacional lo obtuviera en 2014. Con Danny McLain ganó el premio de Jugador Más Valioso en 1968, el cual permanece hasta hoy, el único año que estos premios fueron ganados por pitchers. Para la temporada de 1968, los bateadores contrarios solo tuvieron un promedio de bateo de .184 y un porcentaje con hombros en base de .233 y un porcentaje de slugging de .236. Perdió nueve juegos contra los 22 ganados, a pesar de tener un promedio tan bajo de 1.12 pero el anémico bateo también involucró a su propio equipo los Cardinals que solo tuvieron un bateador de .300, pero el equipo era líder en jonrones y en carreras impulsadas de 16 y 79 respectivamente. Perdió dos juegos 1-0 uno de ellos fue contra San Francisco Giants contra el pitcher Gaylor Perry quién lanzó juego sin hit ni carrera el 17 de septiembre. La carrera de los Giants fue en el primer inning producto de un jonrón del ligero bateador Ron Hunt el segundo de los dos jonrones que solo daría en esa temporada y uno de los 11 que recibió en 3042/2 innings.
En el primer juego de la Serie Mundial de 1968, ponchó a 17 bateadores de Detroit Tigers imponiendo un récord de ponchados en un juego de la Serie Mundial (rompiendo el récord impuesto por Sandy Koufax de 15 en el primer juego de la Serie Mundial de 1963). Se unió a Ed Walsh como los únicos pitchers en ponchar a un bateador en cada inning de un juego de la Serie Mundial. Walsh lo hizo en el tercer juego de la Serie Mundial de 1906. Después de recibir un sencillo de Mickey Stanley en el noveno inning. finalizó el juego con ponche al bateador de los Tigers Al Kaline, Norm Cash y Willie Horton en forma sucesiva. Comentando su actuación, el jardinero de los Tigers, Jim Norhrup comentó: «Somos bateadores de bola rápida, pero él sopló la pelota por nosotros. Y un slider (lanzamiento recto) muy desagradable que brinca sobre el plato».
Gibson lanzó en el juego 4 de la Serie Mundial, derrotando al as del pitcheo de los Tigers Denny Mclain por un marcador de 10-1. Los equipos continuaron batallando cada uno de ellos para definir el ganador en el séptimo juego en St Louis el 10 de octubre de 1968. En este juego se enfrentó contra otro pitcher estelar de los Tigers, Mickey Lolich dándose un duelo de pitcheo sin haber anotaciones hasta el sexto inning. En la parte alta del séptimo inning, Gibson retiró los primeros dos bateadores y siguiendo posteriormente dos hits sencillos. El bateador de Detroit, Jim Northrup dio un triple sobre la cabeza del jardinero central Curt Flood y que impulsó dos carreras, con lo cual Detroit fue ganador de la Serie.
Las estadísticas de pitcheo en general en la temporada de 1968 en las Ligas Mayores, presentaron récords individuales, que son frecuentemente citados en el Béisbol como una de las razones decisivas relacionadas con el papel del pitcheo. Algunas veces conocido como «Gibson Roles», (papel de Gibson), las Ligas Mayores disminuyeron el montículo del pitcheo por cinco pulgadas en 1969 de 15 pulgadas a 10 y reducción de la zona de strike con ampliación para la zona del bateador a la altura de las axilas en el jersey del equipo.

### 1969–75
Aparte de los cambios realizados y efectuados en 1969, las influencias culturales y monetarias comenzaron a incrementarse y el béisbol no fue ajeno, cuando nueve jugadores de los Cardinals de 1968 quienes se habían reportado en la primera semana del entrenamiento de primavera no se reportaron de acuerdo al tipo de contrato que tenían con la organización de los pájaros rojos. El 4 de febrero de 1969 Gibson apareció en el Tonight Show Starring Johnny Carson, (El Show de Medianoche protagonizado por Johnny Carson), en donde dijo que la Asociación de Jugadores de Béisbol de las Ligas Mayores (Major League Baseball Players Association —MLBPA—) habían considerado qeue los jugadores se fueran a la huelga antes del inicio de la temporada. Comentó que no le preocupaba su contrato, dado que tenía un salario de 125 mil dólares en 1969 y agregó que se sentaría con el dueño del equipo Gussie Busch y los Cardinals, estableciendo un nuevo récord de franquicia por lo cual tenía el salario más alto por temporada.
A pesar de los cambios importantes, el status de Gibson siguió siendo uno de los mejores pitchers de la liga y no inmediatamente afectado. En 1969, tuvo un récord de 20-13 con un promedio de carreras limpias de 2.16 y de 28 juegos completos. El 12 de mayo de 1969, ponchó a tres bateadores con 9 lanzamientos el séptimo inning en donde ganó 6-2 contra Los Angeles Dodgers. Llegó a ser el noveno pitcher de la Liga Nacional y el 15.º pitcher en la historia de las Ligas Mayores en lanzar un «inning inmaculado». Después de pitchear el décimo inning del juego del 4 de julio contra los Cubs, fue cambiado de un juego sin haber finalizado un inning en más de 60 juegos iniciales consecutivos, una racha que se extendió por dos años. Tras participar en el Juego de Estrellas de 1969 (su séptima selección), obtuvo otra marca el 16 de agosto cuando fue el tercer pitcher en la historia de las Ligas Mayores en ponchar a más de 200 bateadores en siete diferentes temporadas.

### Últimas temporadas en las Ligas Mayores
En la temporada de 1970, Gibson experimentó por primera vez en su carrera un sube y baja en su rendimiento, marcado por el bajo puntaje obtenido cuando tuvo un descenso (slump) donde empezó a experimentar con la bola de nudillos por primera vez en su carrera. Por su calidad, regresó a su desempeño habitual, iniciando una racha de siete partidos ganados el 28 de julio y lanzando todos los 14 innings en una victoria de 5-4 contra San Diego Padres el 12 de agosto. En camino para ganar su cuarto y final premio de jugador del mes en la Liga Nacional cuando tuvo en agosto los siguientes registros: 6 victorias sin derrota, promedio de 2.31 de carreras limpias y 55 ponchados. Ganó en esa temporada 23 juegos y fue otra vez nominado como ganador del Cy Young por la Liga Nacional.
Fue utilizado algunas veces por los Cardinals como bateador por el pitcher y en la temporada de 1970 tuvo un promedio de bateo de .303 con 109 turnos al bate, teniendo más de 100 puntos que su compañero Dale Maxvill. En su carrera bateó para .206 (274 para 1328) con 44 dobles, 5 triples, 24 jonrones, con 144 carreras producidas, 13 bases robadas y 63 bases por bolas.
En la temporada 1971 en el mes de agosto tuvo dos destellos. El 4 de ese mes, derrotó a los Giants 7-2 en el Busch Memorial Stadium para su victoria n.º 200 en su carrera. Diez días después, lanzó un juego sin hit ni carrera al que sería en esa temporada el campeón de la Serie Mundial, Pittsburgh Pirates 11-0 en el Three Rivers Stadium casa de los Pirates. Tres de los 10 ponches que dio en ese juego fueron para Willie Stargell, incluyendo el out final del juego. Este juego sin hit ni carrera fue el primero en Pittsburgh desde que Nick Maddox en el Exposition Park en 1907. Nadie había lanzado en 62 años (mitad de 1909 a mitad de 1970) de historia del Three Rivers Stadium predecesor del Forbes Field. Fue el segundo pitcher en la historia de las Ligas Mayores, después de Walter Johnson el «Big Train», en abanicar a 3 mil bateadores y el primero en hacerlo en la Liga Nacional. Lo logró en su casa, Bush Stadium el 17 de julio de 1974 siendo la víctima César Gerónimo jardinero central de los Cincinnati Reds. Gibson inició la temporada de 1972 con récord perdedor de 0-5 pero rompió el récord del club en posesión de Jesse Haines en victorias desde el 21 de junio y terminó el año con 19 ganados.
Durante el verano de 1974, sintió la esperanza que podría tener una racha ganadora, pero continuaba con la inflamación crónica en la rodilla. En enero de 1975 anunció que se retiraría al final de la temporada 1975, admitiendo que el béisbol le había ayudado a hacer frente a su reciente divorcio de su exesposa Charline. Durante la temporada de 1975, tuvo un récord de 3-10 con un promedio de carreras limpias de 5.04
En las ocho temporadas de 1963 a 1970, ganó 156 juegos y perdió 81, para un porcentaje de victorias de .658. Ganó nueve Guantes de Oro y fue premiado como el Jugador Más Valioso en las Series Mundiales de 1964 y 1967, y ganó dos premios Cy Young en 1968 y 1970.

## No te metas con «pitido»
Gibson era un furioso competidor que raramente sonreía y fue conocido por los lanzamientos de cepillo estableciendo un dominio sobre la zona de strike y con intimidación para el bateador, similar a su contemporáneo y miembro del Salón de la Fama Don Drysdale. Aun así, tenía buen control y solo golpeó 102 bateadores en su carrera (menos que Drysdale que golpeo a 154).
Era desagradable y brusco con sus compañeros de equipo. Cuando su cácher Tim McCarver iba al montículo para una conferencia, era brusco diciendo: «La única cosa que tú debes de saber acerca de mi pitcheo es que sea duro para batearse».
Casualmente diseminaba su reputación para intimidar, aunque decía que no sostenía las intimidaciones. Bromeando en una entrevista con el público de St. Louis en una estación de radio que la única razón por la cual hacía caras cuando lanzaba era porque necesitaba lentes y no podía ver las señales del cácher.

## Carrera posterior al retiro
Antes del regreso a su hogar en Omaha al final de la temporada 1975, el mánager general de los Cardinals Bing Devine le ofreció un trabajo indefinido de alto ranking en los oficiales del club. Inseguro en el futuro de su carrera, lo rechazó y regresó a casa en su auto caravana que los Cardinals le dieron en el momento de su retiro para poder viajar y cruzar el oeste de los Estados Unidos durante el fin de la temporada 1975. Regresando a Omaha, continúo en servicio a bordo de un banco local, siendo el principal inversionista en la estación de radio KOWH iniciando el restaurante «Gibson's Spirits and Sustance», algunas veces trabajando hasta 12 horas al día como dueño y operador.
Regresó al béisbol en 1981, después de aceptar un trabajo como entrenador con Joe Torre quién había sido mánager de New York Mets. Torre denominó a Gibson por su posición y «entrenador de actitud» el primer título en la historia de las Ligas Mayores. Después del despido de Torre y su equipo de entrenadores al fin de la temporada 1981, cuando Torre se mudó como mánager de Atlanta Braves en 1982, donde Gibson fue contratado como entrenador de pitcheo. Los Braves obtuvieron el banderín de la Liga Nacional por primera vez desde 1969, perdiendo finalmente ante los Cardinals en 1982 en la Serie por el Campeonato de la Liga Nacional. Gibson permaneció con Torre con los Braves en el equipo de entrenamiento hasta el final de la temporada de 1984. Fue anfitrión de un programa de radio en la estación KMOX de 1985 hasta 1989, antes y después de juegos de los Cardinals. Fue comentarista de los juegos de béisbol para ESPN en 1990, pero rechazó la opción de continuar porque quería tener más tiempo con su familia. En 1995, volvió a ser contratado como entrenador de en el equipo formado por Joe Torre, esta vez regresando con los Cardinals. Gibson es padre de tres niños: dos con su primera esposa, Charline y uno con su segundo esposa, Wendy.

## Honores
Su uniforme con el n.º 45 fue retirado por St. Louis Cardinals el 1 de septiembre de 1975. En 1981, fue inducido al Salón de la Fama del Béisbol. En 1999 ocupó el lugar n.º 31 en la lista de los 100 más grandes jugadores de béisbol según la revista The Sporting News, y fue elegido para el equipo del siglo de las Ligas Mayores de Béisbol. Tiene una estrella en el Paseo de la Fama en St. Louis. Una estatua de bronce realizada por Harry Weber se encuentra localizada al frente del Bush Stadium junto a otros grandes jugadores de los Cardinals. Otra estatua fue colocada en Werner Park, hogar de Gibson en Omaha, Nebraska, en 2013. La calle del lado norte del Rosenblatt Stadium, antiguo hogar de College World Series en su hogar en Omaha, se llama Bob Gibson Boulevard. En enero de 2014, los Cardinals anunciaron que Gibson estaba entre los 22 exjugadores y personal que fueron inducidos al St. Louis Cardinals Hall of the Fame Museaum para la clase 2014.
El número de Gibson fue retirado de la organización de los Cardinals.

## Miscelánea
Sobrenombres: Hoot, Gibbie.
- Más inicios consecutivos de calidad (seis o más innings y tres o menos carreras recibidas).
- Más inicios consecutivos con 6 innings pitcheados: 78 inicios. Del 12 de septiembre de 1967 al 2 de mayo de 1970.
- Hasta 2007, marca de 8 juegos consecutivos completos en Series Mundiales.
- Campeón en blanqueadas de la Liga Nacional en la época de la pelota viva. Lidereo o empató cuatro veces en 1962 (5), 1966 (5), 1968 (13) y en 1971 (5) récord compartido con Warren Spahn y Pete Alexander campeones en blanqueadas en seis ocasiones de 1911 a 1921.
- En 1968 logró cinco shutouts (blanqueadas) de manera consecutiva y 47 1/3 innings sin permitir carrera. De las 22 victorias de ese año 15 fueron consecutivas.
- 13 blanqueadas en 1968, cuarta mejor marca en una sola temporada hasta 2007.
- Promedio de carreras limpias en una temporada de 1.12 en 1968 el más bajo en la era de la bola viva y el tercero en todos los tiempos.
- Más ponchados durante un juego de la Serie Mundial con 17 en el primer juego en 1968, contra Detroit Tigers.
- Al bate disparó 24 home runs en su carrera de 17 años en las mayores, 5 de ellos en 1972.
- Porcentaje de fildeo en las mayores: .949; en Series mundiales: 1000.
- Números en Series mundiales: Juegos: 9; 7 – 2, ERA: 1.89; juegos completos :8; shutoouts: 2; innings lanzados: 81.0; home runs permitidos: 6; bases por bolas: 17.
- Ganador del Guante de Oro para pitchers: nueve consecutivos (1965-1973) siendo el tercero de todos los tiempos entre los pitchers.
- En su tiempo fue el segundo lanzador en llegar a la marca de 3000 ponches.